# ويلز انتراكتيف
ويلز انتراكتيف (بالإنجليزية: Wales Interactive)، هي شركة بريطانية مستقلة لإنتاج وتطوير ألعاب الفيديو، تأسست الشركة سنة 2011 في مدينة بينكويد البريطانية.